# Einsiedelei San Valentino

Klause San Valentino bei Gargnano

San Valentino ist eine ehemalige Klause und Einsiedelei  und eine römisch-katholische Filialkirche in der Provinz Brescia in Italien. Sie liegt auf 772 m an den Hängen der Cima Comer am Westufer des Gardasees. 

## Lage und Beschreibung
Die Einsiedelei San Valentino (italienisch Eremo di San Valentino) liegt an den Hängen der Cima Comer in den Gardaseebergen über dem kleinen Ort Gargnano. Der Ort selbst liegt 98 m über dem Meeresspiegel, die Einsiedelei auf 772 m. Von Gargnano ausgehend führt eine kurvenreiche Straße den Berg hinauf, bis nach Sasso, einem auf 546 m Höhe liegenden Ortsteil von Gargnano. Von hier ist die Einsiedelei nur über einen Fußweg in ungefähr einer Dreiviertelstunde erreichbar. Auf dem Weg zur Klause gibt es mehrere Aussichtspunkte, die einen schönen Blick über den Gardasee, auf Gargnano und die auf der anderen Seeseite liegenden Berge erlauben. 
Die Einsiedelei ist an einen überhängenden Felsen gebaut, die sowohl der Kapelle als auch dem Wohnraum als Rückwand dient. Die Gebäude sind weiß getüncht und über einen mit Zypressen gesäumten Weg erreichbar. Eine hölzerne Tür am Weg markiert den Eingang zur Klause.
Die Einsiedelei San Valentino setzt sich aus einem Gebäude mit zwei Räumen und einer angeschlossenen Kapelle zusammen. Sie besitzt eine einfache, verputzte Fassade mit einem Glockenturm auf der linken Seite. Der rechts des Glockenturms liegende Eingang wird von einer Rosette gekrönt. Der kleine einschiffige Innenraum besteht aus einem Tonnengewölbe mit einem erhöhten Presbyterium, auf dem der einfache Steinaltar der Kapelle steht. Die Pala aus dem 19. Jahrhundert zeigt eine Madonna mit Kind mit dem heiligen Valentin und Geremia Paladini.
Die Klause ist meist unverschlossen und kann besichtigt werden.

## Geschichte
1630 war der Ort Gargnano von einer Pestepidemie betroffen, der von den etwa 3000 Bewohnern rund 400 zum Opfer fielen. Während der Epidemie hatten sich etliche Einwohner auf den Berg geflüchtet. Sie hatten das Gelübde abgelegt, hier eine Kapelle zu errichten, sollten sie überleben. Die Kapelle wurde zwischen 1650 und 1700 von den Überlebenden erbaut und eingeweiht.
Zwischen dem 17. und dem 19. Jahrhundert dienten die Kapelle und die sich an sie anschließenden Wohnräume verschiedenen Einsiedlern als Rückzugsort und zur inneren Einkehr und Hinwendung zu Gott. Besonders bekannt wurde Geremia Paladini; er kam 1849 aus der Nähe von Verona und lebte 16 Jahre in der Klause. Er war vor der Zwangsrekrutierung für die Armee geflohen. Eine Skizze seines Porträts hängt neben dem Eingang zur Kapelle.
Im 19. Jahrhundert erfolgten einige kleinere Renovierungen. Im 20. Jahrhundert verfiel der Bau langsam; in den 1970er-Jahren wurde der Gesamtkomplex restauriert.

## Alpinismus
Wegen der reizvollen Ausblicke ist eine Wanderung zur Klause San Valentino beliebt. Der Buchautor Heinrich Bauregger beschreibt sie als eine leichte, familientaugliche Wanderung mit schönem Panoramablick, die hin und zurück nicht mehr als 1,5 Stunden beanspruche. Etwas anspruchsvoller ist eine Wanderung, die über die Klause auf die Cima Comer (1279 m) führt; diese benötigt bereits 5 Stunden und überwindet 830 Höhenmeter.
Bei Kletterern beliebt ist ein kleiner Klettergarten in unmittelbarer Umgebung der Klause; er ist 25 m hoch und bietet mittelschwere Touren in Platten.

## Bilder

Zugang zur Klause und Eingang
Klause unter dem Felsüberhang
Innenansicht der Kapelle
Panoramablick von der Klause über den See